# Monte Cristo (film, 1922)
Pour les articles homonymes, voir Montecristo.

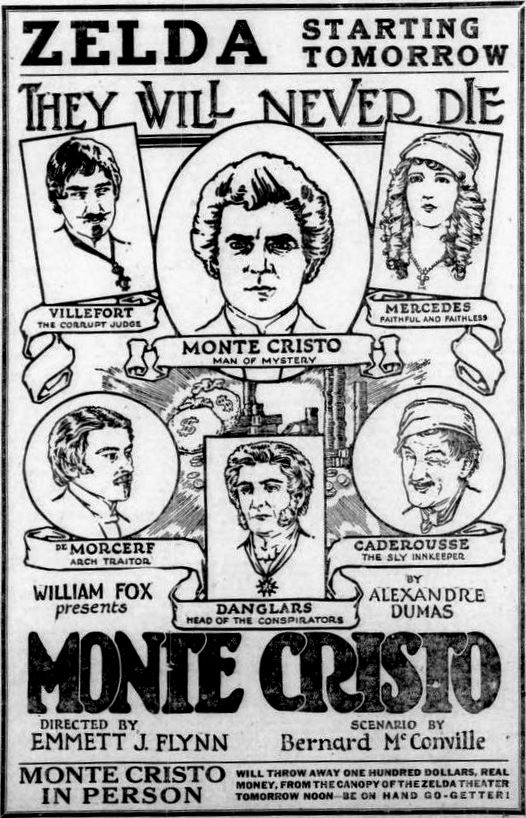
Réclame dans un journal de l'époque

Monte Cristo est un film américain réalisé par Emmett J. Flynn et produit par Fox Film corportaion, sorti en 1922.
Le scénario du film est inspiré d'une pièce de Charles Fechter, elle-même adaptée du célèbre roman d'Alexandre Dumas.

## Synopsis
Un jeune marin français est séparé de sa fiancée Mercedès, et se retrouve emprisonné pour un motif de trahison, qui est un coup monté.

## Fiche technique
- Titre : Monte Cristo
- Réalisation : Emmett J. Flynn
- Scénario : Bernard McConville d'après une pièce de Charles Fechter, basée sur Le Comte de Monte-Cristo d'Alexandre Dumas
- Photographie : Lucien Andriot[1]
- Durée : 10 bobines[2]
- Dates de sortie :
  - États-Unis : 1er avril 1922

 Sauf indication contraire, les informations mentionnées dans cette section peuvent être confirmées par la base de données cinématographiques IMDb,  présente dans la section « Liens externes ».

## Distribution

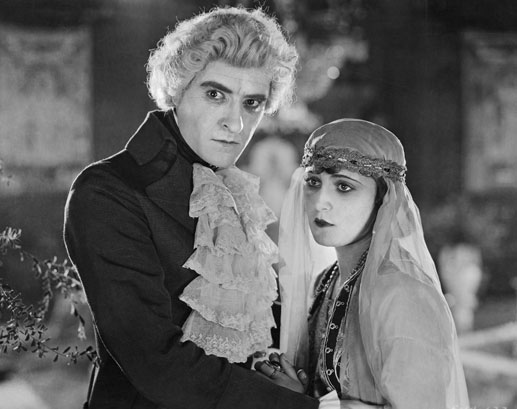
John Gilbert et Virginia Brown.

- John Gilbert : Edmond Dantes, le Comte de Monte Cristo
- Estelle Taylor : Mercedes, comtesse de Morcerf
- Robert McKim : De Villefort
- William V. Mong : Caderousse
- Virginia Brown Faire : Haidee
- George Siegmann : Luigi Vampa, ex-pirate
- Spottiswoode Aitken : Abbe Faria
- Ralph Cloninger : Fernand, Comte de Morcerf
- Albert Prisco : Baron Danglars
- Harry Lonsdale : Dantes, père d'Edmond
- Francis McDonald : Benedetto
- Maude George : Baronne Danglars
- Renée Adorée : Eugenie Danglars